# Batalla de Brunanburh
La batalla de Brunanburh enfrentó en 937 al ejército de Wessex, dirigido por el rey Athelstan y su hermano Edmundo, a una coalición formada por Olaf III Guthfrithson, monarca hiberno-nórdico del reino vikingo de Dublín, Constantino II de Escocia y Owen de Strathclyde. El enfrentamiento concluyó con una decisiva victoria anglosajona.
En algunas fuentes se menciona también la participación de mercenarios irlandeses, galeses y córnicos. La presencia de galeses en la batalla es rechazada por la mayoría de historiadores pues solo se menciona en la Saga de Egil Skallagrímson, pese a la existencia de una alianza de los hiberno-nórdicos del reino de Dublín y galeses, llamada «Kymry a gwyr Dulyn» ('los galeses y los hombres de Dublín').

## Antecedentes
Tras la victoria de Athelstan sobre los vikingos en York en el año 928, el rey de Escocia Constantino II comprendió que Wessex podía ser un formidable enemigo para el Reino de Alba, por lo que comenzó a forjar alianzas con los reinos vecinos.
Así, Constantino casó a su hija con Olaf Guthfrithsson, rey vikingo de Dublín y York, lo que aceleró la alianza con los condes de Northumbria. Por su parte, Owen I de Strathclyde estaba emparentado con Constantino y resultó sencillo incorporarlo a la campaña contra Athelstan.

## Fecha de la batalla
La fecha exacta de la batalla ha suscitado controversias. Sharon Turner considera que tuvo lugar en 934, aunque menciona el hecho de que uno de los manuscritos de la Crónica Anglosajona da como fecha 937. Por su parte, Worsaae en su Danes and Norwegians in England aporta 937, al igual que el Dr. Freeman en su Old English History. Finalmente, la Crónica de Ethelweard propone 939.

## Batalla
James Parket reunió la información de varias de las fuentes en un relato:

Anlaf, hijo de Shtric, que se había convertido en el caudillo de los Ostmen (vikingos) en Irlanda, se alió con Constantino, el rey de los escoceses, y se preparó para recuperar Northumbria. Reunió un gran ejército en Irlanda, y acompañado por los escoceses, desembarcó en el Humber. Athelstan marchó contra ellos junto con su hermano Edmundo, pero no hubo batalla hasta que alcanzaron el extremo de Northumbria. Allí, en un lugar llamado Brunanburg, los nórdicos y los escoceses se habían hecho fuertes al estilo de los nórdicos, con una robusta empalizada de troncos dentro de una profunda zanja, y cuando fueron atacados por los sajones empezó una contienda desesperada. La zanja fue pasada, el "muro de tablas" abatido y tras un día de lucha los aliados fueron puestos en fuga. Cinco reyes y siete jefes quedaron muertos en el suelo, además de una cantidad innumerable de sus hombres.

Cinco reyes y siete jarls vikingos cayeron en la sangrienta batalla. Alfric y Athelwin, dos primos de Athelstan, y un destacado obispo sajón resultaron también muertos. Algunas fuentes afirman que los sajones lanzaron una carga de caballería, contradiciendo la creencia popular de que los antiguos ingleses luchaban sólo con ejércitos de infantería. La caballería era relativamente insignificante dentro de las fuerzas sajonas y posiblemente eran mercenarios procedentes de otros reinos. No obstante, la crónica anglosajona no los menciona, aunque el uso de caballos en las guerras anglosajonas está bien atestiguado. Una referencia anterior de la Vida de san Wilfrido, escrita hacia 720, menciona al 'ejército montado' (equitatus excercitus) de Egfrido de Northumbria.

## Consecuencias
Esta batalla es una de las más importantes en la historia británica, ya que la victoria de Athelstan sobre la coalición entre nórdicos y celtas confirmó la unidad de Inglaterra como reino anglosajón. Sin embargo, Wessex quedó debilitado militarmente, lo que permitió a todos los reinos de las islas consolidarse en los territorios que han ocupado hasta nuestros días.

## Bajas vikingas
Los Anales de Clonmacnoise son muy prolíficos citando a detalle las abundantes bajas de los caudillos vikingos caídos en el campo de batalla, aunque el origen de tal información se desconoce porque no existen otras referencias en crónicas contemporáneas. Entre los principales protagonistas se citan a:
- Amlaín ffroit
- Aric mac Báirith
- Auisle mac Sitric Gáile, probable hijo de Sihtric Cáech.
- Gebeachan, rey de las islas.
- Iloa Deck
- Ímar, indicios que fue un hijo de un importante caudillo llamado Amlaíb.
- Mael Ísu
- Mael Muíre
- Sichfrith mac Sitric Gáile, otro probable hijo de Sihtric Cáech.